# The Blue Notebooks
Albums de Max Richter
Memoryhouse
(2002) Songs From Before
(2006)
The Blue Notebooks est le deuxième album studio du compositeur germano-britannique Max Richter, sorti le 26 février 2004 sur le label FatCat Records.

## Contexte
Max Richter a composé The Blue Notebooks durant l'intervention américaine en Irak en 2003. Il décrit l'album comme « un album protestataire contre l'intervention en Irak, une méditation sur la violence – que ce soit la violence que j'ai vécue personnellement autour de moi durant mon enfance ou la violence de la guerre, et de la futilité absolue de tant de conflits armés. »
L'album comporte des lectures des Cahiers in-octavo de Franz Kafka ainsi que des poèmes de Czesław Miłosz. Tous deux sont lus par l'actrice britannique Tilda Swinton.

## Utilisation dans les films et séries
Les pistes Shadow Journal et Organum font partie de la bande originale du documentaire Valse avec Bachir (2008).
On the Nature of Daylight a été utilisé à de multiples reprises dans des films et séries. Il apparait dans L'Incroyable Destin de Harold Crick (2007) de Marc Forster, dans Disconnect (2012) de Henry Alex Rubin, dans L'Affaire Jessica Fuller (2014) de Michael Winterbottom, dans La French (2014) de Cédric Jimenez, dans Les Innocentes (2016) d'Anne Fontaine, dans Premier Contact (2016) de Denis Villeneuve, dans La Promesse de l'aube (2017) d'Éric Barbier, dans Togo (2019) d'Ericson Core, dans l'épisode 7 de la première saison de Castle Rock (2018) de Sam Shaw et Dustin Thomason, dans l'épisode final de Curon (2020) de Lyda Patitucci, dans l'épisode 9 de la quatrième saison de The Handmaid's Tale, et dans l'épisode 3 de la première saison de la série The Last of Us (2023). La chanson est aussi incluse dans Shutter Island (2010), dans sa forme d'origine et dans une version remixée avec la voix de Dinah Washington.

## Réception critique
The Blue Notebooks a reçu des critiques très favorables.

## Liste des pistes
Toutes les chansons sont écrites et composées par Max Richter.
| 1.    | The Blue Notebooks        | 1:19 |
| 2.    | On the Nature of Daylight | 6:11 |
| 3.    | Horizon Variations        | 1:52 |
| 4.    | Shadow Journal            | 8:22 |
| 5.    | Iconography               | 3:38 |
| 6.    | Vladimir's Blues          | 1:18 |
| 7.    | Arboretum                 | 2:53 |
| 8.    | Old Song                  | 2:11 |
| 9.    | Organum                   | 3:13 |
| 10.   | The Trees                 | 7:52 |
| 11.   | Written on the Sky        | 1:40 |
| 40:29 |                           |      |

- Piste 1 : lecture issue du "Premier cahier" des Cahiers in-octavo de Franz Kafka
- Piste 4 : lecture de "À l'aube" dans Terre inépuisable de Czesław Miłosz
- Piste 7 : lecture issue du "Troisième cahier"  des Cahiers in-octavo de Franz Kafka
- Piste 8 : lecture issue du "Quatrième cahier" des Cahiers in-octavo de Franz Kafka
- Piste 10 : lecture de L'hymne à la perle de Czesław Miłosz

## Historique des sorties
| Pays        | Date            |
| ----------- | --------------- |
| Royaume-Uni | 26 février 2004 |
| États-Unis  | 18 mai 2004     |